# Eastern-Air-Lines-Flug 853
Am 4. Dezember 1965 stieß eine Lockheed Super Constellation der Eastern Air Lines auf dem Eastern-Air-Lines-Flug 853 von Boston nach New York über Carmel, New York, mit einer Boeing 707 der Trans World Airlines auf dem Trans-World-Airlines-Flug 42 von San Francisco nach New York zusammen, wobei vier Insassen starben.

## Besatzungen
Die Besatzung der 707 bestand aus dem 45-jährigen Flugkapitän Thomas H. Carroll, dem 42-jährigen Ersten Offizier Leo M. Smith und dem 41-jährigen Flugingenieur Ernest V. Hall sowie vier Flugbegleitern.
Die Besatzung der Super Constellation bestand aus dem 42-jährigen Flugkapitän Charles J. White, dem Ersten Offizier Roger I. Holt, Jr und dem 27-jährigen Flugingenieur Emile P. Greenway sowie zwei Flugbegleiterinnen.

## Flugzeuge

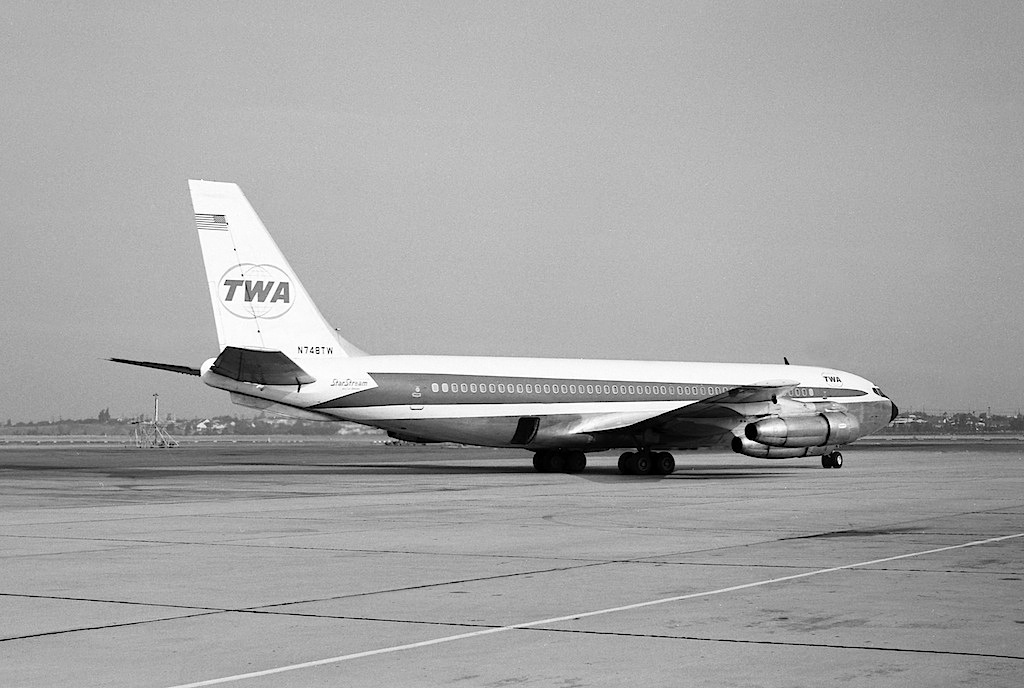
Die betroffene Boeing 707

Das betroffene Flugzeug der Trans World Airlines war eine drei Jahre alte Boeing 707-131B mit dem Luftfahrzeugkennzeichen N748TW, die mit vier Mantelstromtriebwerken des Typs Pratt & Whitney JT3D ausgestattet war und ihren Erstflug am 14. April 1962 absolviert hatte.
Das betroffene Flugzeug der Eastern Air Lines war eine zwölf Jahre alte Lockheed Super Constellation 1049C mit dem Luftfahrzeugkennzeichen N6218C, die mit vier Kolbenmotoren des Typs Curtiss-Wright 972-TC-18-DA 3/4 ausgestattet war.

## Verlauf
Die 707 startete um 09:05 Uhr Pacific Standard Time (PST) (17:05 Uhr UTC) in San Francisco, stieg auf Reiseflughöhe, überflog Sacramento, Reno, Sioux Falls und schließlich um 15:48 Uhr Eastern Standard Time (EST) (20:48 Uhr UTC) Buffalo auf einer Höhe von 37.000 ft (11.280 m) und sank unter der Aufsicht des New York Air Route Traffic Control Center (New York ARTCC) auf 25.000 ft. (7.620 m). Die Piloten der 707 erhielten danach jeweils die Freigabe zum Sinkflug auf 21.000 ft. (6.400 m) und auf 11.000 ft. (3.350 m) sowie die Höhendaten des John F. Kennedy International Airports. Schließlich meldeten die Piloten der 707 um 16:17 Uhr EST eine Flughöhe von 11.000 ft. (3.350 m). Die 707 flog aus nordöstlicher Richtung in Richtung des Carmel VORTAC.
Um 15:38 Uhr EST startete die Super Constellation in Boston, stieg auf eine Höhe von 10.000 ft. (3.050 m) und hielt sie. Um 16:18 Uhr EST beobachtete der Fluglotse des New York ARTCC, dass die Super Constellation in Richtung des Carmel VORTAC flog, und notierte sich dies auf einem Kontrollstreifen. Als die Super Constellation aus den Wolken auftauchte, sah der Erste Offizier die 707 aus seiner Sicht auf 2 Uhr (vorne rechts) und machte den Flugkapitän darauf aufmerksam. Da die beiden Piloten der Super Constellation sich auf Kollisionskurs glaubten, zogen sie die Steuerhörner zurück, um der 707 auszuweichen.
In der 707 deaktivierte der Flugkapitän, nachdem er die Super Constellation auf 10 Uhr (vorne links) erblickt hatte, den Autopiloten durch das Umlegen des dazugehörigen Schalters auf dem Steuerhorn. Der Flugkapitän und der Erste Offizier drehten zunächst die Steuerhörner nach rechts, so dass die 707 nach rechts rollte, und zogen sie dann nach hinten, wodurch eine Beschleunigung von 2,5g auf die 707 wirkte. Als der Flugkapitän der 707 erkannte, dass die Flugzeuge auf diese Weise einander nicht ausweichen konnten, entschied er sich, das Steuerhorn stattdessen nach links zu drehen und nach vorne zu drücken.
Bevor das Flugzeug reagieren konnte, kam es um 16:19 Uhr EST zur Kollision. Die linke Tragfläche der 707 traf das Höhenleitwerk der Super Constellation, wodurch die 707 7,6 m der linken Tragfläche bis zum Triebwerk Nr. 1 (außen links) verlor und bei der Super Constellation das Gehäuse der hydraulischen Verstärkung herausgeschleudert und Steuerkabel zum Heck zerrissen wurden. Während die 707 in einen steilen Sturzflug überging, stieg die Super Constellation zunächst weiter. In ihrem Cockpit leuchteten vier rote Warnlichter auf, die auf einen sinkenden Hydraulikdruck hindeuteten. Der Flugingenieur warnte vor der sinkenden Hydraulikmenge und dem Hydraulikdruck. Schließlich ging die Super Constellation in einen nach links gerichteten Sturzflug über, bei dem die normale Betriebsgeschwindigkeit überschritten wurde. Da die Höhensteuerung defekt war, ließ sich die Fluglage nur durch Veränderung des Schubs regulieren: Wenn der Schub erhöht wurde, hob sich die Flugzeugnase; wurde der Schub verringert, senkte sie sich.
Der Flugkapitän informierte die Passagiere über die Kollision und erklärte, dass er das Flugzeug nicht mehr steuern könne und sie sich auf eine Bruchlandung vorbereiten sollten. Die Passagiere wurden von den Flugbegleitern aufgefordert, sitzen zu bleiben und ihre Sicherheitsgurte zu schließen. Das Anschnallzeichen war bereits vor der Kollision eingeschaltet gewesen. Ferner sollten sie die Sicherheitshinweiskarten durchlesen. Um 16:21 Uhr EST setzte der Flugingenieur der Super Constellation auf einer Höhe von 7.000 ft. (2.130 m) einen Notruf ab und berichtete, dass das Flugzeug kollidiert und außer Kontrolle sei. Schließlich fanden die Piloten durch Herumexperimentieren eine Schubeinstellung, mit der eine einigermaßen akzeptable Sinkrate von 500 fpm (ca. 0,8 m/s) bei einer Geschwindigkeit von 125–140 kn (230–260 km/h) eingehalten werden konnte.
Die Super Constellation überflog den Flughafen von Danbury (Connecticut), war aber mit 2.000–3000 ft. (610–915 m) zu hoch für einen Landeanflug. Daher entschlossen sich die Piloten zu einer Notlandung auf freiem Feld. Sie wurde dadurch erschwert, dass das Gelände größtenteils bewaldet und die wenigen Felder mit Steinwällen eingefriedet waren. Schließlich entdeckte Flugkapitän White in der Nähe von North Salem eine Weide auf dem Hunts Mountain, auf dem sich die Fox Lane Farm befand. Er wies die Passagiere an, alle scharfen Gegenstände aus den Taschen zu entfernen, den Sicherheitsgurt festzuziehen und die Brace position einzunehmen. Durch asymmetrische Veränderung des Schubs wurde das Flugzeug in eine Linkskurve gelegt und so auf Anflugkurs gebracht. Unmittelbar vor dem Aufprall erhöhten die Piloten den Schub, um die Flugzeugnase anzuheben.
Die Super Constellation traf einen Baum und danach einen zweiten Baum mit der linken Tragfläche, wodurch sie abriss. Das Flugzeug schlug um 16:28:15 Uhr EST, etwa neuneinhalb Minuten nach der Kollision, auf dem Boden auf, schlitterte 700 ft. (215 m) den 15 % steilen Hang hinauf und kam schließlich zum Stehen. Das Flugzeug fing nach dem Aufschlag Feuer und wurde zerstört. Alle Insassen, mit Ausnahme eines Passagiers, dessen Sicherheitsgurt sich verklemmt hatte, konnten aus dem Wrack entkommen. Flugkapitän White, der den Aufschlag ohne schwere Verletzungen überstanden hatte, begab sich in die Passagierkabine, um den im Flugzeug verbliebenen Passagier zu retten; beide starben durch das Einatmen von Brandgasen, bevor sie das Flugzeug verlassen konnten. Zwei Passagiere erlagen nach dem Unfall im Krankenhaus ihren Verletzungen.
Die 707 hingegen blieb steuerbar und wurde wieder unter Kontrolle gebracht. Die Piloten nahmen Kontakt mit dem New York ARTCC auf und erhielten Vektoren und die Freigabe zur Landung auf dem John F. Kennedy International Airport. Während dieser Zeit erklärten die Piloten den Notfall, forderten Rettungskräfte und Feuerwehr an und meldeten, dass das linke Tragflächenende fehlte. Danach flogen sie eine große 360°-Kurve, um sicherzustellen, dass das Fahrwerk ausgefahren war, und landeten um 16:40 Uhr EST sicher auf der Landebahn 31L des Flughafens.

## Ursache
Als Ursache der Kollision wurde festgestellt, dass die Piloten der Super Constellation aufgrund einer optischen Täuschung, verursacht durch eine schräg nach oben verlaufende Wolkenbank, glaubten, sich auf derselben Flughöhe wie die 707 und damit auf Kollisionskurs zu befinden, weswegen sie falsch reagiert hatten. Dass die Super Constellation in Richtung der Sonne flog, wurde als Unfallfaktor ausgeschlossen, da sie nicht blendete und deswegen weder Sonnenbrillen noch ein Blendschutz erforderlich waren.

## Sonstiges
Die 707 wurde nach dem Zwischenfall repariert und wieder in Dienst gestellt. Sie wurde am 7. Juli 1982 verschrottet.